# Liga de la justicia (serie animada)
Liga de la Justicia (en inglés: Justice League) es una serie animada de 2001 basada en el grupo de Superhéroes conocido como Liga de la Justicia. Está situada en el mismo universo de ficción que las series Batman: La serie animada, Superman: La serie animada y Batman Beyond. Después de la segunda temporada, la serie pasó a llamarse Liga de la Justicia Ilimitada, y se emitió durante tres temporadas. La segunda temporada de la serie está inédita en España y la primera temporada se emitió en TVE.
En enero de 2009, IGN colocó a Liga de la Justicia (junto con Liga de la Justicia Ilimitada) en el lugar 20 de las mejores series animadas de televisión de todos los tiempos.

## Producción
Poco después de que acabara la producción de Batman del Futuro, el equipo creativo detrás de esa serie hizo un pequeño reel que contaba con la Liga luchando contra sus principales enemigos, al estilo de un "intro" de serie animada. Este reel se caracterizó por tener a Robin, Impulso y una versión femenina de Cyborg. Este piloto sólo tenía una diferencia con respecto al producto final: no contaba con Flash y varios personajes poseían un aspecto diferente (como Linterna Verde usando un antifaz). En cuanto se aprobó la producción de la serie, Robin y la Cyborg femenina fueron eliminados, y se optó por reemplazar a Impulso con Flash.
Kevin Conroy, quien ya había sido la voz de Batman en todas las series, terminó nuevamente doblando al personaje, mientras que Tim Daly, quien había hecho la voz de Superman, rechazo el personaje a favor de protagonizar la versión de la serie El fugitivo, donde eventualmente fue reemplazado por George Newbern. Los diseños de ambos héroes cambiaron en relación con sus versiones previas. El diseño de Batman se hizo inspirándose en las tres series previas, conservando el esquema simplista del traje de Las nuevas aventuras de Batman, pero con colores más claros como en la serie animada original y con orejas más largas en la máscara como el de Batman del Futuro. El diseño de Superman durante la primera temporada, lo presentaba con un par de líneas adicionales en las mejillas y en los ojos, dándole un aspecto más avejentado. Debido a las críticas del diseño del personaje, para la segunda temporada se eliminaron esos detalles, pudiendo darle un aspecto más joven.
La mayoría de los personajes sufrieron un par de cambios con respecto a sus versiones del cómic, de manera más notable en la Mujer Maravilla, quien a diferencia del cómic fue presentada como una Amazona renegada, a favor de salvar al mundo en medio de una invasión alienígena, en vez de ser una embajadora de las Amazonas para conectarse con el mundo de los hombres. Otro cambio se dio en el personaje de Flash, quien a pesar de que se reveló que su identidad era la de Wally West, durante el episodio "Los Bravos y Valientes" de la primera temporada, se muestra que el origen de sus poderes fue el mismo de Barry Allen, así mismo, a este personaje, se le dio el papel de "Relajo cómico" para contrarrestar la ausencia del Hombre de Plástico, quien había tenido ese papel en los cómics de la Liga en la Post Crisis.
Dentro de la historia, se revisitó casi por completo al personaje de Chica Halcón, quien a lo largo de la serie va desarrollando un interés romántico con Linterna Verde, el cual se ve destruido con el final de la serie, donde se revela el origen del personaje como una espía proveniente de Thanagar, cuyos propósitos no eran muy favorables. Dentro de la serie, se mostró también una posible relación entre Batman y la Mujer Maravilla, pues los creadores de la serie no les gustaba la relación que el personaje tenía con Superman en los cómics y decidieron hacer unos cambios. Si bien esta relación nunca se hizo formal dentro de la serie como la de Chica Halcón y la de Linterna Verde, si estuvo presente muy a menudo en varios episodios donde ambos personajes interactuaban juntos.
Como el equipo no quería sobresaturar la serie de superhéroes, se decidió no utilizar a Aquaman como miembro oficial. John Stewart fue escogido por el equipo de la serie a favor de los otros para poder diversificar un poco el elenco de la serie y por motivos similares se decidió poner a Chica Halcón como segunda heroína femenina, junto a la Mujer Maravilla. A pesar de que la serie estaba animada en 2D, el intro de esta fue hecha con gráficos 3D con aspecto de Toon shading (un tipo de renderizado tridimensional para dar aspecto de dibujo hecho a mano) de los 7 héroes principales.

## Historia

### Formación
Durante una reunión de las Naciones Unidas se llega a un acuerdo mundial de desarme, confiando la protección del mundo a Superman. Pero poco después del desarme, una raza de poderosos alienígenas atacan la Tierra desde Marte, con aparatos similares a los descritos en la novela La guerra de los mundos. Durante el combate, Superman recibe un llamado de un marciano mantenido cautivo en una instalación gubernamental, el último sobreviviente de su raza, atacada por los mismos seres que atacan la Tierra.
Pronto se organiza un equipo entre 7 superhéroes: Superman, Batman, Flash, Detective Marciano (llamado J'onn J'onzz), los héroes galácticos Linterna Verde y Chica Halcón y la Mujer Maravilla que abandonó su isla (Temiscira, protegida por los dioses) para salvar el mundo de los hombres. En su momento J'onn había puesto en animación suspendida a los extraterrestres gracias a una flor de su planeta, pero fueron accidentalmente despertados por una expedición de astronautas en Marte; J'onn viajó a la Tierra para advertir del peligro, pero fue tomado prisionero y su ejemplar de la flor destruido.
Batman logra descubrir la debilidad de los invasores: la luz solar los destruye. El grupo se libera y derrota a los invasores destruyendo la cúpula de sombras que rodeaba su base.
Aun así, quedaba siempre latente el riesgo de un regreso, por lo que los 7 formaron un grupo estable para proteger a la Tierra, e incluso crearon un satélite como base de operaciones conocido como "La Atalaya"

### Disolución
Luego de numerosas aventuras, una nave extraterrestre gordaniana atacó en Washington, y fue destruida por una armada de naves de Thanagar, el mundo nativo de Chica Halcón. Luego de un engaño inicial donde prometieron dar un escudo que protegería a la Tierra declararon la ley marcial para poder construir un generador de desvío interespacial con el cual atacar a sus enemigos gordanianos.
En un principio, Chica Halcón traicionó a la Liga, pensando que las temporales incomodidades de la ley marcial eran un pequeño precio por derrotar a los enemigos de su mundo. Sin embargo, luego traicionó a su propia raza al enterarse de que el generador de escudo era una pantalla y el desvío interespacial que generarían para atacar directo el mundo enemigo destruiría a la Tierra, y ayudó a la Liga a destruirlo. Aun así, fue vista como una traidora por ambos. Renunció a la Liga de la Justicia, y se fue sola.
La serie terminó con un panorama bastante oscuro. Durante la guerra con Thanagar, se destruyó el satélite, la nave espacial, el anillo de poder de Linterna Verde, y quedaron con un miembro menos.
A pesar de que el equipo creativo quiso terminar la serie con este episodio, sin embargo, Cartoon Network ordenó la continuación de la serie, la cual fue reformulada, y continuó como Liga de la Justicia Ilimitada.

## Personajes
La Liga de La justicia cuenta con 7 personajes fundadores y centrales de la misma. A lo largo de toda la serie hacen equipo con otros héroes y personajes. El listado completo de personajes es:

### Miembros y Fundadores
- Superman
- Mujer Maravilla
- Batman
- Flash (Wally West)
- Detective Marciano
- Chica Halcón (basada en la Mujer Halcón Shayera Hol)
- Linterna Verde (John Stewart, de La Tierra)

### Otros héroes y personajes
- Aquaman
- Doctor Fate
- Inza Nelson
- Escuadrón Blackhawks
- Etrigan el Demonio
- Forager
- Flecha Verde (Oliver Queen)
- Forever People; Beautiful Dreamer, Big Bear, Infinity-Man, Mark Moonrider, Serifan y Vykin
- Highfather
- Hippolyta
- Lightray
- Linterna Verde (Katma Tui, de Korugar)
- Linterna Verde (Kilowog, de Volovar Vix)
- Linterna Verde (Salaak)
- Mera
- Merlín
- Metamorfo
- Orión
- Poseidón, dios del mar
- Sgto. Rock
- Snapper Carr
- Solovar
- Steve Trevor

### Villanos
- Amazo
- Amo del océano (orm)
- Arecia
- Black Racer (Cameo como disfraz de Halloween)
- Brainiac
- Clayface
- Copperhead
- Darkseid
- Desaad
- Despero
- Dr. Blizzard
- Dr. Destino (Jonh Dee)
- Félix Fausto
- Giganta
- Gorilla Grodd
- Hades
- Joker
- Juguetero
- Kanjar Ro
- Killer Frost
- Lex Luthor
- Lobo
- Luciérnaga
- Luminus
- Manhunters
- Marcianos Blancos
- Mongul
- Mordred
- Morgana Le Fey
- Parásito
- Sinestro (ex Linterna Verde del planeta Korugar)
- Solomon Grundy
- Sombra
- Steppenwolf
- Ultra-Humanidad
- Vándalo Salvaje
- Volcana
- Zafiro Estrella
- Harley Quinn (Dra. Harleen Quinzel)

## Reparto
| Inglés: - George Newbern: Superman - Kevin Conroy: Batman - Susan Eisenberg: Mujer Maravilla - Carl Lumbly: J'onn J'onzz - Michael Rosenbaum: Flash Wally West - Phil LaMarr: Linterna Verde (John Stewart) - María Canals Barrera: Chica Halcón (Shayera Hol) - Clancy Brown: Lex Luthor - Michael Ironside: Darkseid - Corey Burton: Brainiac, Forager, Metallo, Juguetero, Mago del Clima - Phil Morris: Vándalo Salvaje - Robert Englund: Felix Fausto - Mark Hamill: The Joker, Solomon Grundy - Ian Buchanan: Ultra Humanidad - Jennifer Hale: Giganta, Killer Frost - Keith David: Despero - Olivia d'Abo: Morgana Le Fey - Powers Boothe: Gorila Grodd | Español: - Luis Miguel Pérez: Superman - Framk Maneiro: Batman - Astrid Fernández: Mujer Maravilla - Luis Lugo: J'onn J'onzz - Johnny Torres: Flash Wally West - Óscar Zuloaga: Linterna Verde (John Stewart) - Yensi Rivero: Chica Halcón (Shayera Hol) - Esteban García: Lex Luthor - Rubén León: El joker - Roberto Colmenares: Aquaman - Elena Díaz Toledo: Mordred - Úrsula Cobucci: Morgana Le Fey, Harley Quinn - Guillermo García: Voces adicionales |

## Episodios
| Temporada | Temporada | Episodios | Episodios | Emisión original        | Emisión original       |
| Temporada | Temporada | Episodios | Episodios | Primera emisión         | Última emisión         |
| --------- | --------- | --------- | --------- | ----------------------- | ---------------------- |
|           | 1         | 26        | 26        | 17 de noviembre de 2001 | 9 de noviembre de 2002 |
|           | 2         | 26        | 26        | 5 de julio de 2003      | 29 de mayo de 2004     |